# Чай Жун
Чай Жун (кит.: 柴榮; піньїнь: Chái Róng), храмове ім'я Шицзун (кит.: 世宗; піньїнь: Shìzōng; 27 жовтня 921 — 27 липня 959) — другий імператор Пізньої Чжоу періоду п'яти династій і десяти держав.

## Життєпис
Його батько був братом дружини імператора Го Вея. З дитинства Чай Жун як син виховувався в родині тітки. Го Вей, який не мав синів, перед смертю оголосив своїм спадкоємцем Чай Жуна, вбачаючи в ньому гарного правителя своєї держави.
Вважається найбільш успішним імператором всього періоду п'яти династій і десяти держав. Він зумів централізувати військову владу, що дало змогу здобути низку перемог над Північною Хань, Пізньою Шу, Південною Тан, а також над Ляо. Хоча Чай Жун і помер передчасно (лише за п'ять років після сходження на престол), його діяння проклали шлях до об'єднання Китаю, завершеного імператором Сун Чжао Куан'їнем.
Після смерті Чай Жуна в липні 959 року трон успадкував його син Го Цзунсюнь.

## Девіз правління
- Сяньде (顯德) 954—959